# Улама
Улама (улламалицтли от науатль ōllamaliztli: ōllamas «играть в игру с мячом» + ōllei «резина»), пок-та-пок — игра в мяч, популярная в мексиканском штате Синалоа. Восходит к ацтекской версии мезоамериканской игры в мяч и остаётся одним из древнейших действующих видов спорта (с ок. X века до н. э.).

## История
Игра возникла приблизительно во 2-м тысячелетии до н. э. и была распространена среди всех Мезоамериканских культур на территориях от современных Мексики до Сальвадора, а также, вероятно, до современных штатов Аризона и Нью-Мексико в США. Археологи обнаружили мячи для игры, датируемые 1600 годом до н. э..
В древности проигравшая команда приносилась в жертву богам.
Из-за ритуального и религиозного значения испанские католики запретили игру вскоре после конкисты. Игра выжила в регионе менее подверженном испанскому влиянию — в Синалоа.

## Правила игры
Игра в уламу проходила на площадке с глиняным покрытием (tastei) размером 146×36 м, которое окружено по периметру стеной с каменным кольцом на высоте 6 м. В зависимости от типа игры используется мяч весом от 0,5 до 4 кг.
В некоторых видах уламы целью игры было как можно дольше не давать мячу дотронуться земли. Команда набирала очки, когда противник ронял мяч за заднюю линию, дотрагивался запрещённой частью тела. Выигрывали те, кто набирал первым восемь очков. Как правило время матча было несколько часов.

## Соревнования
Игра возрождена в 2006 году в Мексике. В 2017 году прошёл второй чемпионат по этой игре, в котором приняло участие несколько десятков команд со всей Мексики.